# Бритни Грайнър

Бритни Грайнър (на английски: Brittney Griner) е американска професионална баскетболистка, състезателка на „Феникс Меркюри“ (Финикс, щ. Аризона, САЩ) от Женската баскетболна асоциация на САЩ (WNBA), както и на УГМК (от Екатеринбург, Русия).
Родена е през 1990 г. в Хюстън, Тексас. Грайнър е сред най-добрите американски баскетболистки, като е измежду 11-те жени, печелили златен медал от олимпийски игри, NCAA шампионат, WNBA шампионат и турнир за световна купа по баскетбол. 
Прекарва няколко месеца като арестантка в Русия, след като е хваната с остатъци от олио от хашиш в багажа и на 17 февруари 2022 година – малко преди старта на руското нападение на Украйна. На 1 юли пледира виновна за обвиненията към нея, а на 4 август е осъдена на 9 години и половина затвор. Според много анализатори тя е политическа затворничка заради обтегнатите отношения между САЩ и Русия. Американците предлагат да бъде разменена с руския търговец на оръжия Виктор Бут, който излежава присъда в САЩ. На 8 декември 2022 външното министерство в Москва потвърждава, че Грайнър е разменена за Виктор Бут.
Грайнър е открита лесбийка, като има разтрогнат брак с друга баскетболистка – Глори Джонсън, която ражда близнаци чрез инвитро оплождане. Двете се развеждат през 2016 г., а през юни 2019 г. Грайнър се жени за Шерел Уотсън.